# John Sebastian

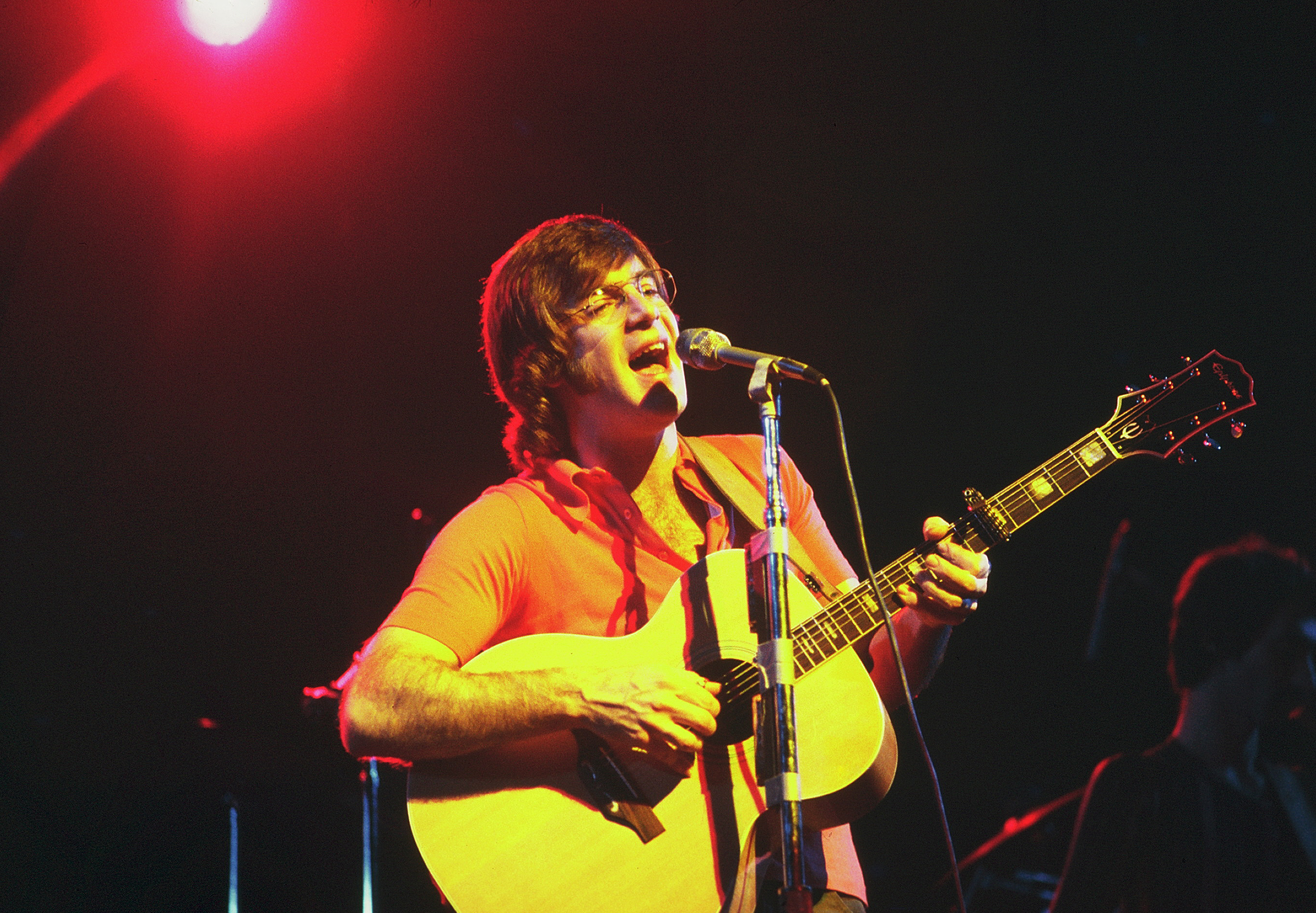
John Sebastian v roce 1974

John Sebastian, narozen jako John Benson Sebastian, Jr. (* 17. března 1944, v Greenwich Village v New Yorku) je americký zpěvák, písničkář, kytarista a hráč na foukací harmoniku. Nejvíce známý je jako zakladatel The Lovin' Spoonful, skupiny uvedené do Rock and Roll Hall of Fame v roce 2000.

## Život a raná kariéra
Jeho otec John Benson byl známý klasický harmonikář a matka rozhlasovou scenáristkou. Je kmotřencem americké herečky Vivian Vance (Ethel Mertz z I Love Lucy). Vyrůstal obklopen hudbou a hudebníky, jako byli Burl Ives a Woody Guthrie a jeho sousedy byli takoví hráči jako Leadbelly nebo Mississippi John Hurt.
Jednou z jeho prvních zkušeností s nahráváním byla hra na kytaru a harmoniku na albu Billy Faiera z roku 1964 The Beast of Billy Faier. Hrál též s Fred Neilem na albu Bleecker & MacDougal a s Tom Rushem na jeho stejnojmenném albu v roce 1965. Prošel skupinami Even Dozen Jug Band a The Mugwumps, které se později rozdělily do skupin The Lovin' Spoonful a The Mamas & the Papas. K Sebastianovým Spoonful se připojili Zal Yanovsky, Steve Boone a Joe Butler.
The Lovin' Spoonful se stali součástí americké odpovědi na britskou hudební invazi a byli významní takovými folkově laděnými hity jako "Jug Band Music," "Do You Believe in Magic," "Summer in the City," "Daydream," "Nashville Cats," "Did You Ever Have to Make Up Your Mind," "Six O'Clock," "You Didn't Have to Be So Nice," and "Younger Girl." Plány skupiny se začaly hroutit v roce 1967 po marihuanové kauze v San Francisku, jejímž účastníkem byl Zal Yanovsky, kanadský občan. Aby se vyhnul deportaci do Kanady, prozradil jméno dealera, což vedlo
k nevoli fanoušků a vnitřním svárům. John Sebastian a Joe Butler se této záležitosti nezúčastnili, ani jeden z nich v té době ve San Francisku nepobýval. Yanovský poté skupinu opustil a byl nahrazen Jerry Yesterem.

## Sólová diskografie

### Původní singly
| Rok vydání | Label/Catalog #   | Názvy (A-strana / B-strana)                                | Nejlepší umístění | Cashbox |
| ---------- | ----------------- | ---------------------------------------------------------- | ----------------- | ------- |
| 1969       | Kama Sutra KA-256 | She's A Lady / The Room Nobody Lives In                    | 84                | 62      |
| 1970       | Reprise 0902      | Magical Connection / Fa-Fana-Fa                            | --                | --      |
| 1970       | Reprise 0918      | What She Thinks About / Red Eye Express                    | --                | --      |
| 1970       | MGM 14122         | Rainbows All Over Your Blues / You're A Big Boy Now        | --                | --      |
| 1971       | Reprise 1026      | I Don't Want Nobody Else / Sweet Muse                      | --                | --      |
| 1971       | Reprise 1050      | Well Well Well / We'll See                                 | --                | --      |
| 1972       | Reprise 1074      | Give Us A Break / Music For People Who Don't Speak English | --                | --      |
| 1976       | Reprise 1349      | Welcome Back / Warm Baby                                   | 1                 | 1       |
| 1976       | Reprise 1355      | Hideaway / One Step Forward, Two Steps Back                | 95                | --      |

### Originální LP
| Rok vydání | Label/Catalog # | Název alba                                                            | Umístění desky |
| ---------- | --------------- | --------------------------------------------------------------------- | -------------- |
| 1970       | Reprise RS 6379 | John B. Sebastian                                                     | 20             |
| 1970       | MGM SE-4654     | John B. Sebastian (exact same album as above, with a different cover) | --             |
| 1970       | MGM SE-4720     | John Sebastian Live                                                   | 129            |
| 1971       | Reprise MS 2036 | Cheapo Cheapo Productions Presents Real Live John Sebastian           | 75             |
| 1971       | Reprise MS 2041 | The Four of Us                                                        | 93             |
| 1974       | Reprise MS 2187 | Tarzana Kid                                                           | --             |
| 1976       | Reprise MS 2249 | Welcome Back                                                          | 79             |

### Best of alba
- 1982 John Sebastian Teaches Blues Harmonica Homespun Tapes
- 1993 Tar Beach Schanachie
- 1995 John Sebastian Line
- 1996 I Want My Roots John Sebastian and the J-Band; Music Masters
- 1996 King Biscuit Flower Hour [live] King Biscuit Flower
- 1996 John Sebastian Teaches Beginning Blues Harmonica Homespun Tapes
- 1997 Do What Know? With Jimmy Vivino & The Rekooperators Music Masters
- 1999 Chasin' Gus' Ghost Hollywood
- 2001 One Guy, One Guitar [live] Hux; concert performances from 1981 and 1984, originally broadcast on the BBC
- 2001 Faithful Virtue: The Reprise Recordings Rhino Handmade
- 2002 Man of Constant Sorrow: Instrumental Impressions of the American Heartland Schanachie, as licensed to the St. Clair Entertainment Group.[6]
- 2007 Satisfied John Sebastian And David Grisman Acoustic Disc